# Lucena (Espanha)
Lucena é um município da Espanha na província de Córdova, comunidade autônoma da Andaluzia, com área de 351 km², com população de 42 615 habitantes (2016) e densidade: 121,4 hab./km². Encontra-se situada a uma altitude de 485 metros e a 67 quilômetros da capital da província, Córdova. Por seu passado judaico, também é conhecida como "Pérola de Sefarad".[carece de fontes?]
Seu nome provém do hebraico Eli ossana אלי הושענא, "Deus nos salve", nome com o qual foi chamada originalmente pelos judeus, enquanto que os muçulmanos a denominavam como اليشانة al-Yussana. É a principal povoação em termos demográficos e econômicos da província, depois da capital. Está situada em um importante cruzamento de estradas.
É vulgarmente conhecida como a "capital dos móveis" por ter uma intensa zona industrial de móveis.

## História
Em 45 a.C., vê-se envolta na Segunda Guerra Civil da República de Roma entre Júlio César e os pompeanos, com a última batalha, a Batalha de Munda em suas fronteiras.[carece de fontes?]

## Economia
Tem grande importância a indústria de fabricação de maquinaria de frio comercial, frio industrial e climatização, muito à frente da indústria de óleo de oliva (azeite) e de fabricação de móveis.

## Demografia
| Variação demográfica do município entre 2001 e 2012 | Variação demográfica do município entre 2001 e 2012 | Variação demográfica do município entre 2001 e 2012 | Variação demográfica do município entre 2001 e 2012 | Variação demográfica do município entre 2001 e 2012 | Variação demográfica do município entre 2001 e 2012 | Variação demográfica do município entre 2001 e 2012 | Variação demográfica do município entre 2001 e 2012 | Variação demográfica do município entre 2001 e 2012 | Variação demográfica do município entre 2001 e 2012 | Variação demográfica do município entre 2001 e 2012 | Variação demográfica do município entre 2001 e 2012 |
| --------------------------------------------------- | --------------------------------------------------- | --------------------------------------------------- | --------------------------------------------------- | --------------------------------------------------- | --------------------------------------------------- | --------------------------------------------------- | --------------------------------------------------- | --------------------------------------------------- | --------------------------------------------------- | --------------------------------------------------- | --------------------------------------------------- |
| 2001                                                | 2002                                                | 2003                                                | 2004                                                | 2005                                                | 2006                                                | 2007                                                | 2008                                                | 2009                                                | 2010                                                | 2011                                                | 2012                                                |
| 37.016                                              | 37.669                                              | 38.598                                              | 39.259                                              | 39.783                                              | 40.143                                              | 40.146                                              | 42.225                                              | 42.248                                              | 42.308                                              | 42.560                                              | 42.592                                              |